# Инясево
Инясево (второе название села "Никольское") - село в Романовском районе Саратовской области Российской Федерации, входит в состав населённых пунктов Подгорненского муниципального образования.

## География
Село Инясево расположено в Романовском районе, в 22 км от районного центра Романовка и в 270 км от города Саратова на берегу Хопра, притока реки Дон. 

## Население
На основании данных переписи населения в 2010 году в селе проживало 337 человек, из них женщин 190, мужчин 147.

## История
Сложно дать ответ на вопрос когда появилось это село.
По археологическим раскопкам здесь найдены древнеславянские поселения II-III веков новой эры и выделена, так называемая «Инясевская» славянская культура. Периодически эти места заселяли разные кочевые племена.
Есть энциклопедические данны, что Инясево образовалось в конце XVII века. Территорию освоили и заселили переселенцы из Липецка Тамбовской области. По другой версии - это переселенцы на выселки из села Большой Карай.
Придание гласит, что казак Иняй облюбовал местность и привёл жить сюда свою семью. Первоначальная поляна оказалась неудобной, и им пришлось перенести дом ближе к п. Ольховка, так и пошло именовать село по имени первого поселенца.
Есть другое предположение, что наименование произошло при сочетании двух тюркских слов: "ин" - логово, и "Аси" - мятежник. То есть приют мятежников, повстанцев.
Второе название "Никольское" происходит от название церкви "Никольская".

## Инфраструктура
На территории села работают средняя общеобразовательная школа, сельский дом культуры, сельская библиотека, фельдшерско-акушерский пункт, почтовое отделение, магазин.
В селе установлен бюст "Борцу революции Стоякину М.Е. погибшему от рук кулаков".